# Shade Business
| Оценки критиков | Оценки критиков |
| Источник        | Оценка          |
| --------------- | --------------- |
| Allmusic        | [ 1 ]           |

Shade Business — дебютный студийный альбом американского рэпера PMD, выпущенный 27 сентября 1994 года на лейбле RCA Records.
Альбом был выпущен в двух версиях — цензурной и нецензурной. На цензурной версии отсутствует один трек — «Phuck It Up Scratch (Interlude)». Оригинальный релиз, в основном предназначенный для винила и аудиокассет, имеет две стороны: «Darkside» и «Zoneside».
Альбом был спродюсирован PMD, Charlie Marotta, DJ Scratch, The 45 King, Jesse West и Troo Kula. В записи альбома приняли участие приглашённые рэперы Das EFX, 3rd Eye, Top Quality, Zone 7 и Al B.
Shade Business достиг 65 места в чарте Billboard 200 и 12 места в чарте Top R&B/Hip Hop Albums в американском журнале Billboard. Ведущие синглы «I Saw It Cummin'» и «Swing Your Own Thing» также попали в чарты Billboard.
В 2013 году альбом был переиздан в Голландии на лейбле Below System. В делюксовое издание помимо самого альбома вошло 6 новых песен и буклет из 40 страниц.

## Список композиций
| #  | Название                          | При участии                  | Продюсер                                | Длительность |
| -- | --------------------------------- | ---------------------------- | --------------------------------------- | ------------ |
| 1  | «Shade Business»                  |                              | Parrish Smith                           | 3:43         |
| 2  | «In The Zone»                     |                              | Parrish Smith                           | 4:15         |
| 3  | «Steppin' Thru Hardcore»          |                              | Parrish Smith                           | 3:37         |
| 4  | «Respect Mine»                    |                              | Parrish Smith                           | 3:32         |
| 5  | «Here They Cum»                   | Das EFX                      | Parrish Smith                           | 3:20         |
| 6  | «Back To The Rap»                 |                              | Charlie Marotta, Parrish Smith          | 3:04         |
| 7  | «I'll Wait»                       | Zone 7                       | DJ Scratch                              | 5:19         |
| 8  | «I Saw It Cummin'»                |                              | DJ Scratch, Parrish Smith               | 4:00         |
| 9  | «Swing Your Own Thing»            |                              | Parrish Smith                           | 3:22         |
| 10 | «Fake Homeyz»                     | Top Quality, 3rd Eye         | Parrish Smith                           | 3:17         |
| 11 | «Phuck It Up Scratch (Interlude)» | Al B.                        | Parrish Smith                           | 2:00         |
| 12 | «Back Up Or Get Smacked Up»       |                              | Parrish Smith                           | 2:39         |
| 13 | «Thought I Lost My Spot»          |                              | The 45 King, Parrish Smith (сопродюсер) | 4:02         |
| 14 | «No Shorts And No Sleep»          | Top Quality, 3rd Eye, Zone 7 | Jesse West, Troo Kula                   | 5:03         |

## Участники записи
- Пэрриш Смит – вокал, музыкальный продюсер, автор песен, звукорежиссёр
- Диджей Скретч – DJ (скретч), звукорежиссёр
- Чарли Маротта – звукорежиссёр
- Гэри Спектор – фотограф
- Лайл Оверко – дизайнер (обложка альбома)

## Чарты

### Еженедельные чарты
| Чарт (1994)                            | Высшая позиция |
| -------------------------------------- | -------------- |
| США (Billboard 200)                    | 65             |
| США (Billboard Top R&B/Hip-Hop Albums) | 12             |

### Синглы
| 1994 | «I Saw It Cummin'»     | 89 | 65 | 12 |
| 1994 | «Swing Your Own Thing» | —  | —  | 40 |